# Lesedow (Adelsgeschlecht)
Lesedow, auch Lesedown ist der Name eines estländischen Adelsgeschlechts, mutmaßlich schottischer Abstammung.

## Geschichte

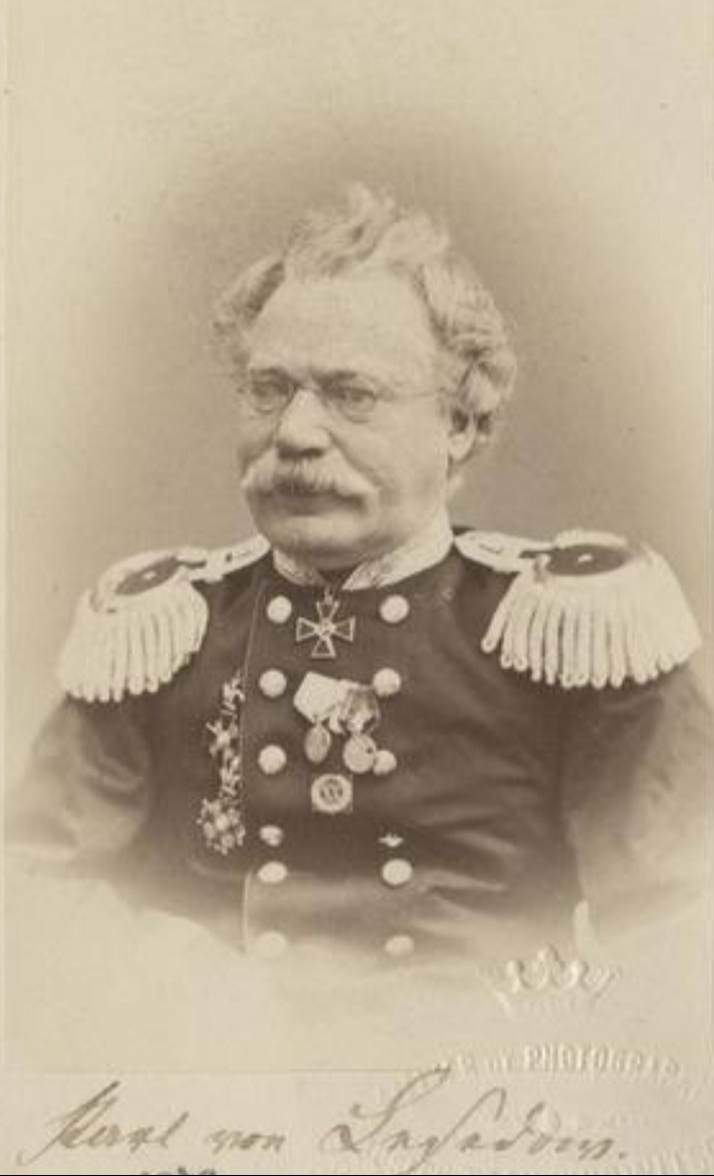
Karl von Lesedow (1810–1892)

Das Geschlecht derer von Lesedow soll wegen Religionsverfolgung über Deutschland ins Baltikum eingewandert sein, wo die Familie ab Mitte des 18. Jahrhunderts zunächst in Estland und Livland, schließlich Russland erscheint. Auch in preußischen Diensten konnten sich Angehörige hervortun.

## Angehörige
- Johann Woldemar von Lesedow (1760–1832), preußischer Major und Erbherr auf Münkenhof, Kullina und Arknal in Estland 
  - Wilhelmine (Minna) von Lesedow (1798–1874), ⚭ Karl von Morgenstern (1770–1852), russischen Staatsrat und Professor an der Kaiserlichen Universität Dorpat
  - Jakob Alexander von Lesedow (1806–1882), Erbherr auf Arknal 
    - Alexander von Lesedow (1839–), Oberförster in Archangelsk

  - Karl von Lesedow (1810–1892), russischer Divisionsarzt und Wirklicher Staatsrat
    - Ernst von Lesedow (1850–1908), russischer Generalmajor
    - Karl Nikolai von Lesedow (1852–1927), russischer Generalleutnant, Chef der Artillerie des XV. Armeekorps
    - Eugen von Lesedow (1854–1918), Berg-Ingenieur, Chef des Bergbezirks Perm

  - Heinrich Ferdinand von Lesedow (1802–1879), Theologe und Titularrat
  - Wilhelm von Lesedow (1814–1857), Jurist und Landwirt